# Synidotea tuberculata
Synidotea tuberculata là một loài chân đều trong họ Idoteidae. Loài này được Richardson miêu tả khoa học năm 1909.